# Maru Maru Mori Mori!
《Maru Maru Mori Mori!》（日语：マル・マル・モリ・モリ!），是日本富士電視台2011年人氣電視劇《MARUMO的守則》的主題曲，由劇中演員蘆田愛菜和鈴木福組成限定組合薰和友樹，偶爾還有MUKKU。演唱。

## 組合
「薰和友樹，偶爾還有MUKKU。」，是由《MARUMO的守則》中兩名6歲的兒童演員組成，「薰和友樹」指劇中的雙胞胎姐弟——笹倉薰（蘆田愛菜 飾）和笹倉友樹（鈴木福 飾）；至於「MUKKU」則是劇中高木家飼養的一隻小狗的名字。

## 簡介
《Maru Maru Mori Mori!》取得了出乎意料的高人氣，被稱為「Maru Mori熱潮」。開放網絡下載以來，長期在各大主要音樂銷售網站的排行榜上佔據前列位置。在5月27日獲得RIAJ付費音樂下載榜的週間冠軍。 6月1日同時獲得RecoChoku的週間手機全曲下載、手機片段下載雙料冠軍，以及2011年5月度手機全曲下載、手機片段下載的雙料冠軍，成為史上最年輕獲得RecoChoku雙料月間冠軍的音樂人。 在5月31日，更是歷史性地在RecoChoku同時獲得六大下載排行榜的冠軍，又稱為史上最年輕六冠制霸的音樂人。
在實體唱片方面，Oricon統計發行首週銷量達3.5萬張，排行第3位，是Oricon史上進入單曲榜前十位最年輕的音樂人。
连续11周进入Oricon单曲榜TOP10，在榜周数长达51周。

歌曲的音樂錄像帶附有蘆田和鈴木兩人舞蹈動作，CD內頁也有舞蹈的簡易教學說明，這種舞蹈被稱為「Maru Mori舞」，受到大眾廣泛的歡迎。許多人都學習和模仿這種簡單而可愛的舞蹈動作，還有人把自拍模仿片段傳到YouTube等視頻網站上分享。

## 收錄曲目
1. Maru Maru Mori Mori!（完整版）
2. Maru Maru Mori Mori!（電視版）
3. Maru Maru Mori Mori!～小薰歌唱版本！
4. Maru Maru Mori Mori!～友樹君歌唱版本！
5. Maru Maru Mori Mori!（完整版卡拉ok）
6. Maru Maru Mori Mori!（電視版卡拉ok）

## 外部連結
- 薰和友樹，偶爾還有MUKKU。 特設網頁 （页面存档备份，存于） 日本環球音樂